# Bezirksliga Oberschlesien 1936/37
De Bezirksliga Oberschlesien 1936/37 was het vierde voetbalkampioenschap van de Bezirksliga Oberschlesien, het tweede niveau onder de Gauliga Schlesien en een van de drie reeksen die de tweede klasse vormden. Sportfreunde Klausberg werd kampioen en ging naar de eindronde voor promotie, met de twee andere regionale kampioenen en werd eerste waardoor ze promoveerden. 

## Bezirksliga
| Plaats | Club                              | Wed. | W  | G | V  | Saldo | Ptn.  |
| ------ | --------------------------------- | ---- | -- | - | -- | ----- | ----- |
| 1.     | Sportfreunde Klausberg            | 20   | 15 | 2 | 3  | 58:23 | 32:08 |
| 2.     | SC Germania Oehringen (1)         | 20   | 13 | 3 | 4  | 72:30 | 29:11 |
| 3.     | SV Preußen Ratibor                | 20   | 11 | 3 | 6  | 45:32 | 25:15 |
| 4.     | Vereinsring Deichsel Hindenburg   | 20   | 11 | 3 | 6  | 41:35 | 25:15 |
| 5.     | SV 1912 Königlich Neudorf         | 20   | 7  | 4 | 9  | 44:59 | 18:22 |
| 6.     | SV Borsigwerk                     | 20   | 7  | 3 | 10 | 38:39 | 17:23 |
| 7.     | SV Schomberg                      | 20   | 7  | 3 | 10 | 38:46 | 17:23 |
| 8.     | Beuthener BC                      | 20   | 5  | 6 | 9  | 23:47 | 16:24 |
| 9.     | Verein Oppelner Sportfreunde 1919 | 20   | 7  | 1 | 12 | 39:46 | 15:25 |
| 10.    | Sportfreunde 1921 Ratibor         | 20   | 6  | 2 | 12 | 27:52 | 14:26 |
| 11.    | SV Odertal Ratibor (2)            | 20   | 5  | 2 | 13 | 38:54 | 12:28 |

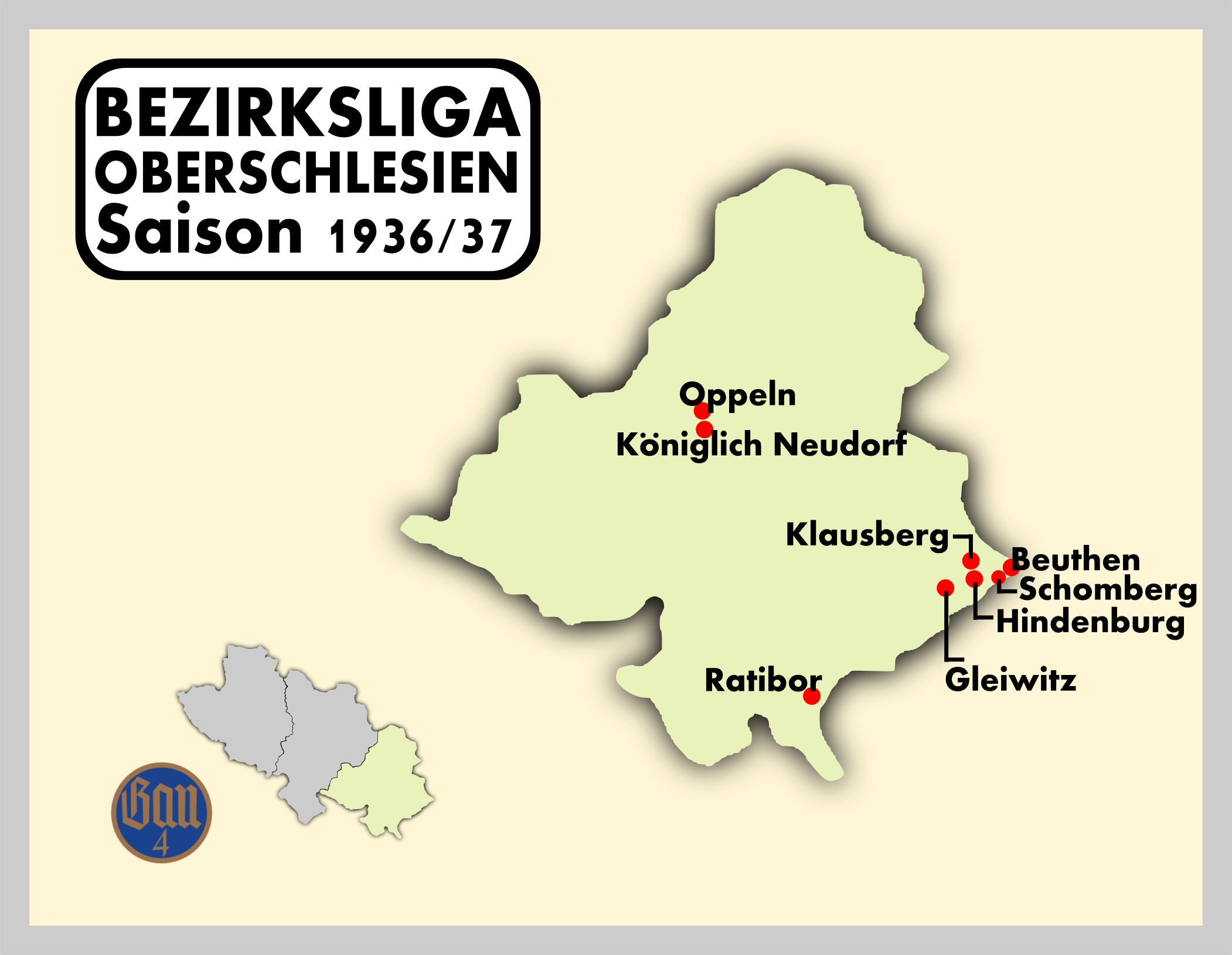
Speelsteden Bezirksliga Oberschlesien.

(1): Doordat de stad Sossnitza de naam wijzigde in Oehringen werd ook de clubnaam gewijzigd van SC Germania Sossnitza in SC Germania Oehringen

(2): SV 1919 Ostrog wijzigde de naam in SV Odertal Ratibor 
|  | Kampioen, deelname Promotie-eindronde |
|  | Degradatie naar 1. Kreisklasse        |

## Promotie-eindronde Kreisklasse

### Gruppe Industrie
| Plaats | Club                         | Wed. | W | G | V | Saldo | Ptn.  |
| ------ | ---------------------------- | ---- | - | - | - | ----- | ----- |
| 1.     | SuSV 1912 Mechtal            | 4    | 3 | 1 | 0 | 08:03 | 07:01 |
| 2.     | Werk-SV Herminenhütte Laband | 4    | 1 | 2 | 1 | 05:06 | 04:04 |
| 3.     | 1. FC Hindenburg             | 4    | 0 | 1 | 3 | 03:07 | 01:07 |

|  | Promotie naar Bezirksliga Oberschlesien 1937/38 |

### Gruppe Land
| Plaats | Club                                   | Wed. | W | G | V | Saldo | Ptn.  |
| ------ | -------------------------------------- | ---- | - | - | - | ----- | ----- |
| 1.     | DSC Bata Ottmuth                       | 4    | 2 | 1 | 1 | 10:03 | 05:03 |
| 2.     | Vereinigte Sportfreunde Preußen Neisse | 4    | 2 | 1 | 1 | 06:04 | 05:03 |
| 3.     | Vereinigte Coseler Sportfreunde        | 4    | 1 | 0 | 3 | 02:11 | 02:06 |

|  | Promotie naar Bezirksliga Oberschlesien 1937/38 |